# Тримата кабалерос
Тримата кабалерос (на английски: The Three Caballeros) е американски анимационен филм от 1944 година.